# Myzostoma willemoesii
Myzostoma willemoesii is een ringworm uit de familie Myzostomatidae.
Myzostoma willemoesii werd in 1884 voor het eerst wetenschappelijk beschreven door Graff.